# Unda (azienda)
Unda è stata una ditta italiana produttrice di elettronica.

## Storia

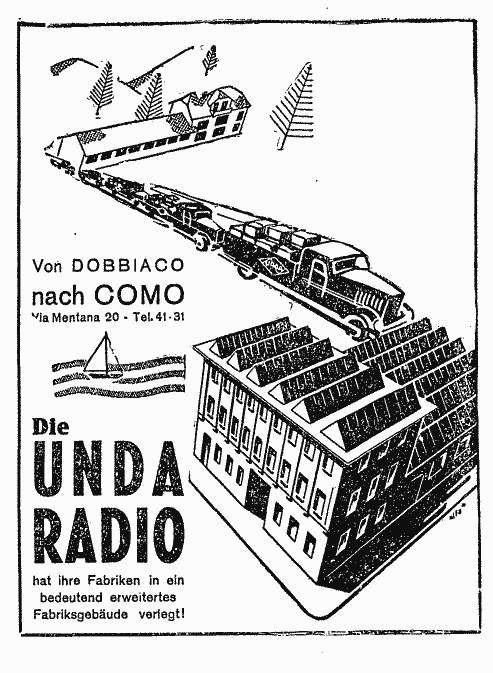
Annuncio pubblicitario della Unda Radio di trasferimento da Dobbiaco a Como, 28 settembre 1940

Fu fondata nel 1925 a Dobbiaco (BZ) con la denominazione Unda Società per la Fabbricazione di Apparecchi di Meccanica Fine da Max Glauber.
Inizialmente si occupò della realizzazione di accessori per le radio, in particolare di condensatori variabili. Successivamente avviò la costruzione di apparecchi radioricevitori con il proprio marchio, e rapidamente divenne una delle imprese italiane del settore di maggior prestigio e all'avanguardia.
Nel 1937 mutò ragione sociale in Unda Radio S.A., e nel 1940 trasferì la propria sede a Como, a causa degli eventi politici che caratterizzarono in quel periodo l'Alto Adige. Negli anni cinquanta produsse anche i primi televisori.
Nel 1957, a causa di problemi finanziari la ditta fallì, e l'anno dopo, il marchio venne acquistato dalla CGE, che lo utilizzò fino al 1962.